# Carl Henrik Reutercrona
Carl Henrik Reutercrona, född den 17 september 1767 på Lyckås i Skärstads socken, Jönköpings län, död den 18 april 1819 i Stockholm, var en svensk militär. Han var son till Erik Reutercrona.
Reutercrona blev sergeant vid Jönköpings regemente 1776, fänrik där 1781, löjtnant 1784, stabskapten 1787 och regementskvartermästare 1788. Han deltog i finska kriget 1788–1790 och belönades för sin insats vid byn Sippola, som han intog med endast en underofficer och nio man, sedan de övriga av hans manskap blivit nedskjutna. Reutercrona befordrades till premiärmajor vid Kalmar regemente 1795 och till överstelöjtnant där 1797. Han beviljades avsked 1798. Reutercrona återgick i tjänst som överstelöjtnant i armén 1808, vid Älvsborgs regemente 1809, och blev överste i armén 1810. Han sårades svårt under kriget i Finland 1808 av en kula genom högra armen den 20 juni. Reutercrona deltog som ättens huvudman i riksdagarna i Stockholm 1809 och i Örebro 1812. Han kallades även till ledamot i krigshovrätten. Reutercrona invaldes som ledamot av Krigsvetenskapsakademien 1812 och blev huvudman för taktiska fördelningen där. Han blev riddare av Svärdsorden 1789.